# Коньга (приток Немды)
Коньга, в верхнем течении Большая Коньга, — река в России, протекает по Кировской области и республике Марий Эл. Устье реки находится в 63 км от устья Немды по левому берегу. Длина реки составляет 24 км.

## Данные водного реестра
По данным государственного водного реестра России относится к Камскому бассейновому округу, водохозяйственный участок реки — Вятка от города Котельнич до водомерного поста посёлка городского типа Аркуль, речной подбассейн реки — Вятка. Речной бассейн реки — Кама.
Код объекта в государственном водном реестре — 10010300412111100037518.